# Gyrðir Elíasson
Gyrðir Elíasson (* 4. dubna 1961 Reykjavík) je islandský spisovatel a překladatel.

## Život
Vyrůstal v severoislandském městečku Sauðárkrókur, kde absolvoval střední školu, následovalo studium pedagogického institutu v Reykjavíku. V roce 1983 vydal svoji první básnickou sbírku. Po krátké kariéře učitele se stal spisovatelem ve svobodném povolání, vydal deset prozaických a pět básnických knih. Jeho styl bývá přirovnáván k Raymondu Carverovi, vyznačuje se minimalistickým pojetím, lyrickými popisy přírody, snovou atmosférou, psychologickou introspekcí a motivy lidské osamělosti.
Vedle autorské práce se věnuje se také překladatelství (Richard Brautigan, Forrest Carter, Isaac Bashevis Singer, William Saroyan a Jay Parini). Přeložil také do islandštiny povídky Oty Pavla.
Je ženatý, má tři děti. Jeho bratrem je malíř Sigurlaugur Elíasson.
Získal Islandskou literární cenu (2000) a Literární cenu Severské rady (2011).

## Dílo
V češtině vyšly tyto Elíassonovy knihy:
- Kniha od řeky Sandá. Novela. Přeložila Helena Kadečková. Kalich, 2013. ISBN 978-80-7017-198-1
- Mezi stromy. Sbírka povídek. Přeložili Lucie Korecká, Markéta Podolská, Jan Marek Šík a Pavel Vondřička. Dybbuk, 2013. ISBN 978-80-7438-093-8
- Měděné pole. Sbírka povídek. Přeložily Lucie Korecká a Marie Novotná. Dybbuk, 2018. ISBN 978-80-7438-186-7